# Scotopteryx joannisi
Scotopteryx joannisi är en fjärilsart som beskrevs av Karl Schawerda 1932. Scotopteryx joannisi ingår i släktet backmätare, och familjen mätare. Inga underarter finns listade.